# Parafia Zwiastowania Najświętszej Maryi Panny w Januszkowicach
Parafia Zwiastowania Najświętszej Maryi Panny – rzymskokatolicka parafia znajdująca się w diecezji rzeszowskiej w dekanacie Brzostek, z siedzibą w Januszkowicach.